# Norwegische Meisterschaften im Biathlon 1987
Die norwegischen Meisterschaften im Biathlon 1987 fanden vom 5. bis 8. März 1987 in der Kommune Tromsø statt. Ausgetragen wurden für Männer und Frauen je ein Einzel- und ein Sprintrennen sowie ein Staffelwettkampf. Die Distanzen für die Frauenrennen wurden auf die noch heute gelaufenen Distanzen von 7,5 Kilometer (Sprint und Staffel) sowie 15 Kilometer (Einzel) erhöht.

## Männer

### Einzel (20 km)
| Platz | Starter          | Verein  | Zeit        | Fehler |
| ----- | ---------------- | ------- | ----------- | ------ |
| 1     | Gisle Fenne      | Voss    | 1:06:45,4 h | 4      |
| 2     | Øivind Nerhagen  | Elverum | 1:09:08,0 h | 2      |
| 3     | Eirik Kvalfoss   | Voss    | 1:10:11,8 h | 6      |
| 4     | Bjarne Thomassen | Sauda   | 1:11:09,9 h | 5      |
| 5     | Frode Løberg     | Elverum | 1:11:11,4 h | 6      |
| 6     | Torben Wiig      | Støren  | 1:11:52,6 h | 5      |

Start: 5. März 1987

### Sprint (10 km)
| Platz | Starter          | Verein  | Zeit        | Fehler |
| ----- | ---------------- | ------- | ----------- | ------ |
| 1     | Eirik Kvalfoss   | Voss    | 30:47,7 min | 4      |
| 2     | Gisle Fenne      | Voss    | 31:05,4 min | 4      |
| 3     | Geir Einang      | Garden  | 31:09,1 min | 3      |
| 4     | Bjarne Thomassen | Sauda   | 31:10,9 min | 1      |
| 5     | Sverre Istad     | Voss    | 31:25,9 min | 5      |
| 6     | Frode Løberg     | Elverum | 31:39,4 min | 3      |

Start: 7. März 1987

### Staffel (4 × 7,5 km)
| Platz | Starter                                                  | Region    | Zeit      |
| ----- | -------------------------------------------------------- | --------- | --------- |
| 1     | Lars Fosse Sverre Istad Gisle Fenne Eirik Kvalfoss       | Hordaland | 1:43:30 h |
| 2     | Rolf Storsveen Tommy Olsen Øivind Nerhagen Frode Løberg  | Hedmark   | 1:44:18 h |
| 3     | Ivar Ulekleiv Svein Austlid Sylfest Glimsdal Geir Einang | Oppland   | 1:45:06 h |

Start: 8. März 1987

## Frauen

### Einzel (15 km)
| Platz | Starter          | Verein      | Zeit        | Fehler |
| ----- | ---------------- | ----------- | ----------- | ------ |
| 1     | Siv Bråten Lunde | Tingelstad  | 41:56,1 min |        |
| 2     | Anne Elvebakk    | Voss        | 43:50,3 min |        |
| 3     | Synnøve Thoresen | Simostranda | 46:56,3 min |        |
| 4     | Mette Mestad     | Torridal    | 47:49,3 min |        |
| 5     | Sanna Grønlid    | Tingelstad  | 48:50,6 min |        |
| 6     | Bente Mestad     | Torridal    | 50:41,2 min |        |

Start: 5. März 1987

### Sprint (7,5 km)
| Platz | Starter          | Verein      | Zeit        | Fehler |
| ----- | ---------------- | ----------- | ----------- | ------ |
| 1     | Siv Bråten Lunde | Tingelstad  | 20:26,4 min |        |
| 2     | Sanna Grønlid    | Tingelstad  | 20:55,9 min |        |
| 3     | Anne Elvebakk    | Voss        | 22:07,4 min |        |
| 4     | Eva Lundtveit    | Oslo        | 23:32,9 min |        |
| 5     | Helga Øvsthus    | Voss        | 23:44,0 min |        |
| 6     | Synnøve Thoresen | Simostranda | 23:47,2 min |        |

Start: 7. März 1987

### Staffel (3 × 7,5 km)
| Platz | Starter                                         | Region    | Zeit      |
| ----- | ----------------------------------------------- | --------- | --------- |
| 1     | Inger Strand Siv Bråten Lunde Sanna Grønlid     | Oppland   | 1:08:06 h |
| 2     | Synnøve Thoresen Hildegunn Fossen Mona Bollerud | Buskerud  | 1:10:56 h |
| 3     | Anne Lillian Steine Helga Øvsthus Anne Elvebakk | Hordaland | 1:12:45 h |

Start: 8. März 1987